# Complementary Code Keying
Il Complementary Code Keying (codifica con codice complementare, CCK) è uno schema di modulazione utilizzato nelle reti wireless di tipo WLAN conformi alla specifica IEEE 802.11b.

## Storia
La codifica CCK è stata adottata nelle reti digitali wireless come supplemento del codice di Barker per ottenere velocità di trasferimento dati superiori a 2 Mbit/s al prezzo di una portata inferiore. Questo risultato è la conseguenza di una sequenza di chip più corta rispetto a quella del codice di Barker scelto per le WLAN (8 bit invece di 11), che comporta una minore espansione dello spettro per aumentare la velocità dati, ma anche una maggiore sensibilità alle interferenze in banda stretta che riduce la distanza di trasmissione utile. Inoltre, a differenza del codice di Barker, per cui è nota un'unica sequenza a 11 bit, la codifica CCK prevede più sequenze in grado ognuna di codificare più bit: quattro sequenze di chip a 5,5 Mbit/s e sessantaquattro a 11 Mbit/s, aumentando ulteriormente la velocità di trasmissione dati.
I codici complementari discussi originariamente da Marcel Golay erano coppie di codici binari complementari; Golay osservò che quando gli elementi di un codice di lunghezza {\displaystyle N} sono [1] o [-1], la somma delle rispettive sequenze di autocorrelazione forma un impulso perfetto di ampiezza {\displaystyle K\cdot N}, con {\displaystyle K} uguale al numero di parole dell'insieme di codice.
CCK è una variante migliorativa di una modulazione M-aria ortogonale e impiega codici complementari polifase. I codici complementari polifase, proposti per la prima volta da Sivaswamy nel 1978, sono codici in cui ogni elemento è un numero complesso di ampiezza unitaria e fase arbitraria; più precisamente per la specifica 802.11b è uno tra [1, −1, {\displaystyle i}, -{\displaystyle i}].
La codifica CCK è stata sviluppata da Lucent Technologies e Harris Semiconductor ed è stata adottata dal gruppo di lavoro 802.11b nel 1998.. CCK è la modulazione usata nella specifica 802.11b per il funzionamento a 5,5 o 11 Mbit/s. La scelta tra le possibili alternative di modulazione è ricaduta sulla CCK perché adeguata per poter interoperare con le reti wireless a 1 e 2 Mbit/s già esistenti, dato che richiede all'incirca la stessa larghezza di banda e può riutilizzare lo stesso preambolo e lo stesso header.
Anche le reti basate sulla specifica 802.11g utilizzano la codifica CCK quando lavorano alle velocità della specifica 802.11b.

## Descrizione matematica
La modulazione CCK usata dalla specifica 802.11b prevede la trasmissione dei dati in simboli distribuiti su otto chip, dove ogni chip è un coppia complessa di bit QPSK con una chip rate pari a 11 Mchip/s. Per le bit rate a 5,5 Mbit/s e 11 Mbit/s i dati vengono modulati in questo modo:
- per 5,5 Mbit/s 2 bit vengono mappati su una delle quattro sequenze di quattro chip possibili per QPSK, mentre gli altri due modulano DQPSK la sequenza relativa al simbolo precedente
- per 11 Mbit/s 6 bit vengono mappati su una delle sessantaquattro sequenze di otto chip possibili per QPSK, mentre gli altri due modulano DQPSK la sequenza relativa al simbolo precedente

La descrizione formale relativa agli otto chip {\displaystyle c_{0},...,c_{7}} è la seguente:
{\displaystyle \mathbf {c} =(c_{0},\ldots ,c_{7})=\left(e^{j(\phi _{1}+\phi _{2}+\phi _{3}+\phi _{4})},e^{j(\phi _{1}+\phi _{3}+\phi _{4})},e^{j(\phi _{1}+\phi _{2}+\phi _{4})},-e^{j(\phi _{1}+\phi _{4})},e^{j(\phi _{1}+\phi _{2}+\phi _{3})},e^{j(\phi _{1}+\phi _{3})},-e^{j(\phi _{1}+\phi _{2})},e^{j\phi _{1}}\right)}
dove {\displaystyle \phi _{1},\ldots ,\phi _{4}} sono determinati dai bit modulati.
In altri termini, la variazione di fase {\displaystyle \phi _{1}} si applica a ogni chip, {\displaystyle \phi _{2}} si applica a tutti i chip di indice pari (compreso {\displaystyle c_{0}}), {\displaystyle \phi _{3}} si applica ai primi due chip su ogni quattro e {\displaystyle \phi _{4}} si applica ai primi quattro chip su ogni otto. Pertanto, questa codifica si può considerare come una forma di codifica generalizzata basata sulla trasformata di Hadamard.